# Lanquais
 Lanquais  (en occitano Lencais) es una población y comuna francesa, situada en la región de Aquitania, departamento de Dordoña, en el distrito de Bergerac y cantón de Lalinde.

## Demografía
| 507 | 530 | 532 | 526 | 527 | 513 |
| Para los censos de 1962 a 1999 la población legal corresponde a la población sin duplicidades (Fuente: INSEE [Consultar]) |     |     |     |     |     |